# Apakura
Na mitologia maori, Apakura é a esposa de Tūhuruhuru, filho de Tinirau. Ela teve vários filhos, entre os quais Tūwhakararo, Mairatea, Reimatua e Whakatau. Outra lenda diz que Apakura é esposa de Tūwhakararo, que era filho de Rātā e pai de Whakatau. Whakatau nasceu de forma milagrosa, do cinto ou avental que Apakura jogou no oceano e que foi transformado em criança por Rongotakawiu, uma divindade marinha.